# Fred Sowerby
Fred Sowerby (eigentlich Frederick Oliver Newgent Sowerby; * 11. Dezember 1948 in Plymouth, Montserrat) ist ein ehemaliger Sprinter, Mittelstreckenläufer und Hürdenläufer aus Antigua und Barbuda.
Bei den British Empire and Commonwealth Games 1966 in Kingstons schied er über 880 Yards und im Meilenlauf in der ersten Runde aus.
1970 erreichte er bei den British Commonwealth Games in Edinburgh über 400 m das Viertelfinale und schied in der 4-mal-100-Meter-Staffel im Vorlauf aus.
Bei den Olympischen Spielen 1976 in Montreal gelangte er über 400 m ins Viertelfinale. In der 4-mal-400-Meter-Staffel kam er nicht über die erste Runde hinaus.
1977 wurde er beim Leichtathletik-Weltcup in Düsseldorf mit der amerikanischen Mannschaft Dritter in der 4-mal-400-Meter-Staffel.
Bei den Commonwealth Games 1978 in Edmonton wurde er jeweils Siebter über 400 m und mit der 4-mal-400-Meter-Stafette aus Antigua und Barbuda.
1976, 1977 und 1982 wurde er US-Hallenmeister über 600 Yards.

## Persönliche Bestzeiten
- 400 m: 45,6 s, 8. Mai 1976, Knoxville
- 400 m Hürden: 51,63 s, 22. April 1982, Philadelphia (ehemaliger nationaler Rekord)